# 贝尔普拉翁
贝尔普拉翁（法語：Belprahon，法語發音：[bɛl.pʁa.ɔ̃]）是瑞士联邦伯尔尼州伯尔尼汝拉区的市镇。该市镇面积为3.79平方千米，海拔高度627米，2018年12月31日人口数为294。